# Långholmsbron
Die Långholmsbron ist eine Brücke in Stockholm in Schweden.
Sie führt von der Insel Södermalm zur ihr nördlich vorgelagerten Insel Långholmen und überbrückt dabei den Pålsundet. Die 56 Meter lange Brücke wurde 1931 errichtet und ersetzte einen Vorgängerbau. 1995 wurde die Brücke von 3,5 auf 8,0 Meter verbreitert.
Auf Långholmen befand sich lange das Zentralgefängnis Stockholm. Im schwedischen Volksmund trägt die Brücke daher auch den Namen Suckarnas bro (Deutsch: Seufzerbrücke).